# Jean Pierre Magnet
Jean Pierre Magnet Vargas-Prada (Lima, 11 de septiembre de 1949) es un saxofonista, compositor, productor y director musical peruano. Su primer éxito fue con la histórica banda de rock Traffic Sound (1969-1972), con quienes lograría fama tanto en el Perú como también en Argentina, Chile y Brasil, realizando giras internacionales. Tras la separación de Traffic Sound, formó agrupaciones más inclinadas al jazz y al folclore peruano como La Gran Banda, Wayruro y PeruJazz.
Una de las grandes características de este músico es su sensibilidad para explorar distintos géneros a través de su carrera musical tanto desde el rock psicodélico en sus inicios con Traffic Sound pasando por el jazz, ritmos afroperuanos, ritmos caribeños, ritmos brasileños, mambo hasta la música andina. Además, desde 2004, ha realizado conciertos a dúo con Eva Ayllón, máxima exponente de la música criolla.

## Biografía

### Inicios
Sus inicios y acercamiento a la música fueron cuando vivía y trabajaba con su padre en el exclusivo Country Club Lima Hotel en el Distrito de San Isidro de la capital peruana. Luego, aún en el colegio, formaría parte de la banda de rock Los Drag's.

### Traffic Sound (1967-1972)
En 1967, es invitado por Manuel Sanguinetti a formar parte de Traffic Sound, banda integrada además por Willy Barclay en guitarra principal, Freddy Rizo Patrón en guitarra rítmica, Willy Thorne en bajo y Luis Nevares en batería. La banda lanzó su primer LP en 1969, titulado Virgin y donde se incluiría el tema "Meshkalina" con el cual la banda logró posicionarse en todas las emisoras locales y hacerse muy conocida y difundida por diversos medios. Para 1970, la banda graba su segundo LP titulado autodenominado Traffic Sound  y con el auspicio de una aerolínea la banda hizo una gira por Brasil y Argentina, siendo la primera banda de rock peruano en realizar una gira internacional. Para 1971, con una nueva disquera lanzaron su tercer LP titulado Lux, la banda se separa en 1972, en plena dictadura militar que prohibió el rock en el Perú.

### Después de Traffic Sound
Luego de la separación de Traffic Sound, estudió economía pero luego de un par de años se dio cuenta de que lo suyo era la música y es así como primero empieza a emprender nuevos viajes y rumbos. Realiza estudios de teoría musical y flauta en el Conservatorio Nacional de Buenos Aires (Argentina), seguido de clases de jazz en la Universidad de Southern Mississippi y Berklee School of Music en U.S.A.. Posteriormente se dirigió a San Francisco (California) donde hizo sus primeras presentaciones como músico ambulante hasta llegar a formar parte de diferentes bandas de blues de California. Formó una banda llamada Freeway junto a músicos canadienses en 1980 y 1981.

### PeruJazz
Tras su retorno a Lima, a inicios del año 1984, organiza un festival de jazz realizado a espaldas del Centro Comercial Camino Real en San Isidro, uno de los invitados fue el flautista de latin jazz panameño pero radicado en USA Dave Valentin músico que estaba en las filas del sello de Dave Grusin GRP junto con Alex Acuña y también estuvo Miki González junto a su banda de afro jazz llamada Los Chondukos. Funda el Satchmo en Miraflores (uno de los más importantes clubs de jazz en el Perú). Ese mismo año funda PeruJazz, un cuarteto que fusiona el jazz con ritmos afroperuanos y andinos que estuvo conformado además por Manongo Mujica, Enrique Luna y Julio "Chocolate" Algedones. La banda concita la atención de diversos medios e invitaciones y es así como participan en la primera Bienal de Arte en Trujillo, dos giras al Ecuador, dando lugar a que en 1986 sean enviados a Chile como embajadores culturales. Ese mismo año realizó su primera gira europea, tocando en el festival Internacional de Messina en Italia. Tras concitar la atención de muchos medios el grupo fue invitado en 1987 para una segunda gira, participando en el festival de Umbría, donde este toco ante una audiencia de veinte mil personas. En 1990 participaron del New Music América Festival (Miami) y el Festival Cervantino de México y en 1991 deciden tomar un descanso que duraría 10 años. El 30 de noviembre del 2001 volvieron a juntarse en un histórico concierto donde grabaron el material para su CD PeruJazz. Este fue presentado en julio del 2002 en Lima. El 12 de septiembre de 2009, ofrecen un concierto en el Teatro Peruano Japonés, junto al bajista mexicano Abraham Laboriel, con el que vuelven a repetir el plato el 28 de septiembre de 2013 en el Teatro Municipal, celebrando los 30 años de trayectoria de Perujazz. Mientras que en 2022 anunciaron una nueva gira en Europa.

### Wayruro
Fundado por José Luis Madueño (dirección y arreglos) y Jean Pierre Magnet (codirección) con el objetivo de darle un nuevo enfoque a la música andina, desarrollándola en un marco abierto en el que se deja influenciar por otras corrientes sonoras del mundo. Sus estilos se nutren de conceptos derivados del rock, jazz, new age y la música sinfónica, dando a Wayruro un estilo único, grabando un álbum en 1996 con el sello Discos Independientes.

### La Gran Banda
En 1997 funda La Gran Banda, interpretando géneros musicales de los años 50s y 60s, grabando un álbum en vivo en La Estación de Barranco el 13 de noviembre con el sello Discos Independientes, incluyendo temas de Dámaso Pérez Prado, Glenn Miller y La Sonora Matancera, que pronto se convertiría en un rotundo éxito. En esta banda también han participado integrandes de conocidas agrupaciones como Andrés Dulude (Frágil), Pochi Marambio (Tierra Sur) y Eva Ayllón. En 2007 celebró 10 años artísticos con La Gran Banda, relanzando el álbum en vivo con el sello Play Music & Video con un bonus track y realizando diversas presentaciones con una interesante selección de música peruana.

### Serenata de los Andes
En 2006, grabó la primera producción de este proyecto titulado Serenata Inkaterra. En noviembre de 2007, lanzó Serenata de los andes con el fin de difundir riqueza musical del ande peruano que contó con la participación de Álex Acuña y Ramón Stagnaro con presentaciones en Huancayo, Arequipa y Lima. Este proyecto fusiona la música andina en una mirada del big band.
En 2009 grabó la segunda producción de este proyecto y fue grabado en un concierto en vivo titulado: Serenata De Los Andes - En Vivo La Huaca (Cernícalo). El 2 de abril de 2011, ofreció el primer concierto internacional de la banda en el Teatro de Bellas Artes de Bogotá Colombia. El 9 de octubre de 2011 brindó un show en Lima antes de partir a EE. UU. a presentar el disco que justamente coincidió con la tercera visita de Mick Jagger al Perú quien acudió al concierto muy discretamente y también este evento contó con la presencia de la pareja presidencial del Perú el señor Ollanta Humala y su esposa Nadine Heredia. En octubre de 2011, acaparó la atención de distintos medios norteamericanos y latinoamericanos con la presentación de Serenata de los andes en Lincoln Center en Nueva York. En diciembre de 2011 recibe disco doble de platino por parte de la disquera Play Music. En enero de 2013 ofrece conciertos en la Iglesia de María Magdalena de París y el Club Moods de Zúrich.

## Reconocimientos
1. Premio Samsung a la Innovación del Festival Claro (2010).[24]
2. Embajador "Marca Perú" de Promperú (2011).[25]
3. Nominación Premio Luces de El Comercio al "Mejor Artista del Año" (2012).[26]
4. Nominación Premio Luces de El Comercio al "Mejor Artista del Año" (2013).[27]
5. Distinción Personalidad Meritoria de la Cultura (2024).[28]

## Discografía
Traffic Sound
- Virgin (MAG, 1969)
- Traffic Sound (MAG, 1970)
- A bailar Go Go (MAG, 1970)
- Lux (Sono Radio, 1971)
- 4x6 (2015)

 PeruJazz 
- PeruJazz en Vivo (Cernícalo Producciones, 2001)
- Mundo Nuevo (Cernícalo Producciones, 2007)

Wayruro 
- Wayruro (Discos Independientes, 1996)

 La Gran Banda 
- Jean Pierre Magnet y La Gran Banda en Vivo (Discos Independientes, 1997)
- Nuevamente Juntos en Vivo - Eva Ayllón, Jean Pierre Magnet y La Gran Banda (Producciones Perú TDV, 2001)
- Jean Pierre Magnet y La Gran Banda en Vivo (relanzamiento) (Play Music & Video, 2007)
- Eva Ayllón, Jean Pierre Magnet y La Gran Banda - Le Cantan al Perú en Vivo (Play Music & Video, 2007)
- Eva Ayllón, Jean Pierre Magnet y La Gran Banda - Del Perú para el Mundo (Play Music & Video, 2007)

Serenata de los Andes 
- Serenata Inkaterra (Cernícalo Producciones, 2006)
- Serenata de los Andes en Vivo (Cernícalo Producciones, 2009)
- Fanqui Mamacha (Cernícalo Producciones, 2015)

 Jean Pierre Magnet 
- Criollo (2006)
- Mi Perú (2007)
- Arroz con Mango (2011)
- Gozando al Perú (2012)
- Gracias (2014)
- Mis Tesoros Musicales (2014)